# Küfer

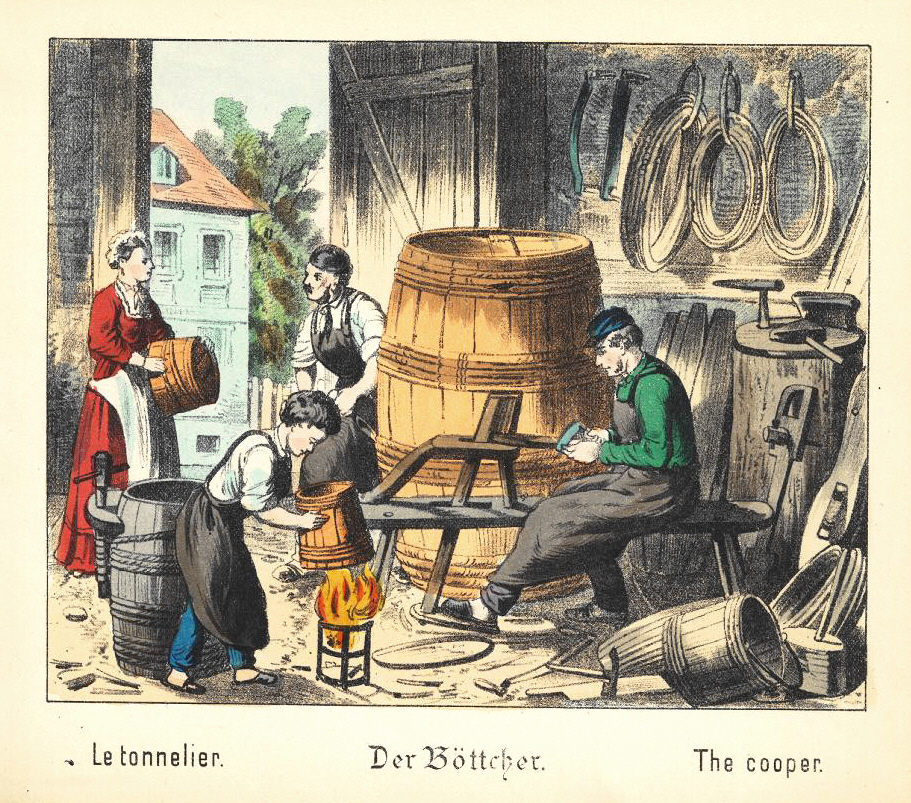
Der Böttcher (aus Was willst du werden, um 1880)

Der Küfer, Böttcher oder Büttner (auch Fassbinder, Binder, Bender und Schäffler genannt) ist ein Handwerker, der Behälter und Gefäße aus Brettern, meist aus Holz, herstellt.

## Bezeichnungen

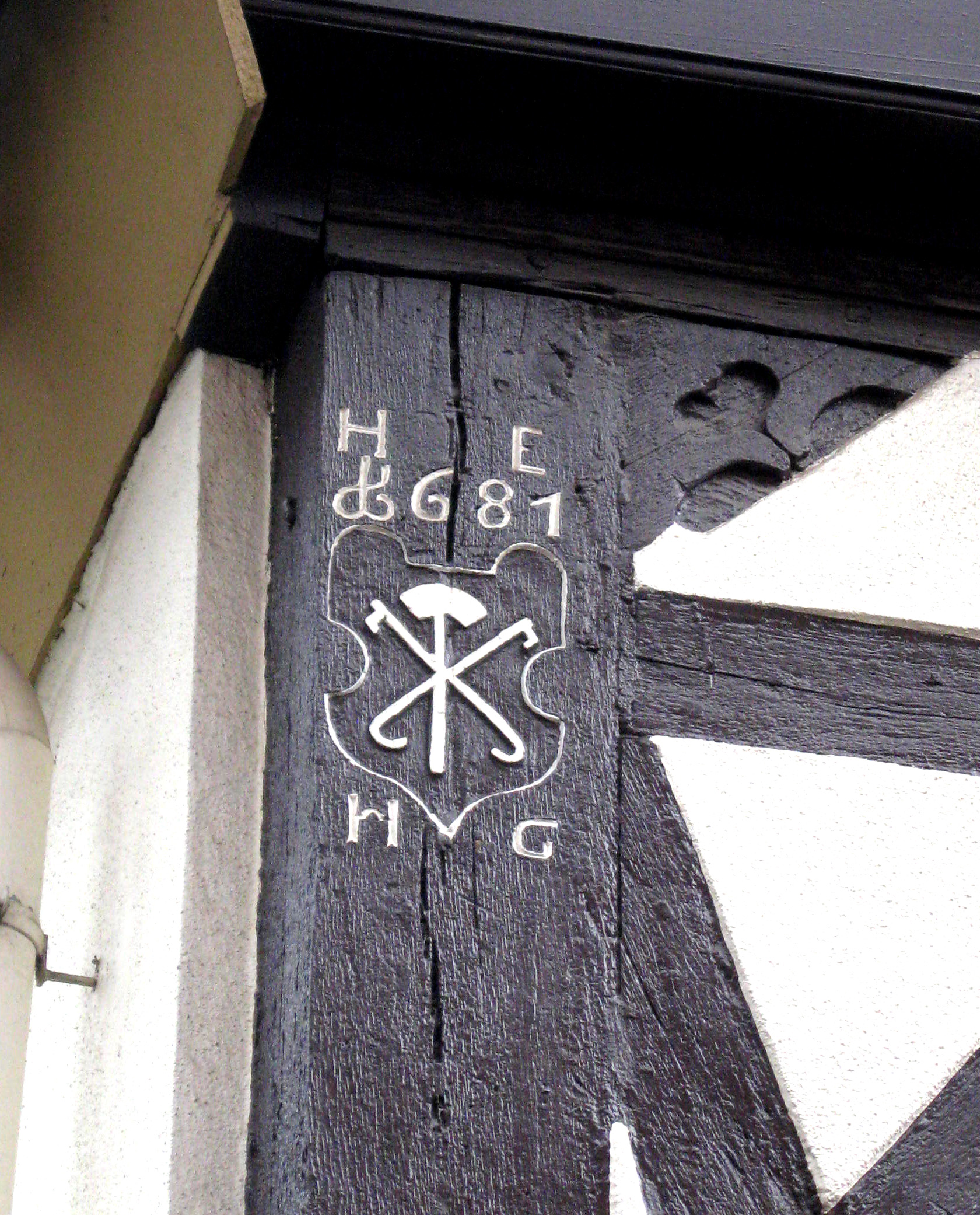
Zunftzeichen eines Küfners mit den gekreuzten Bandhaken

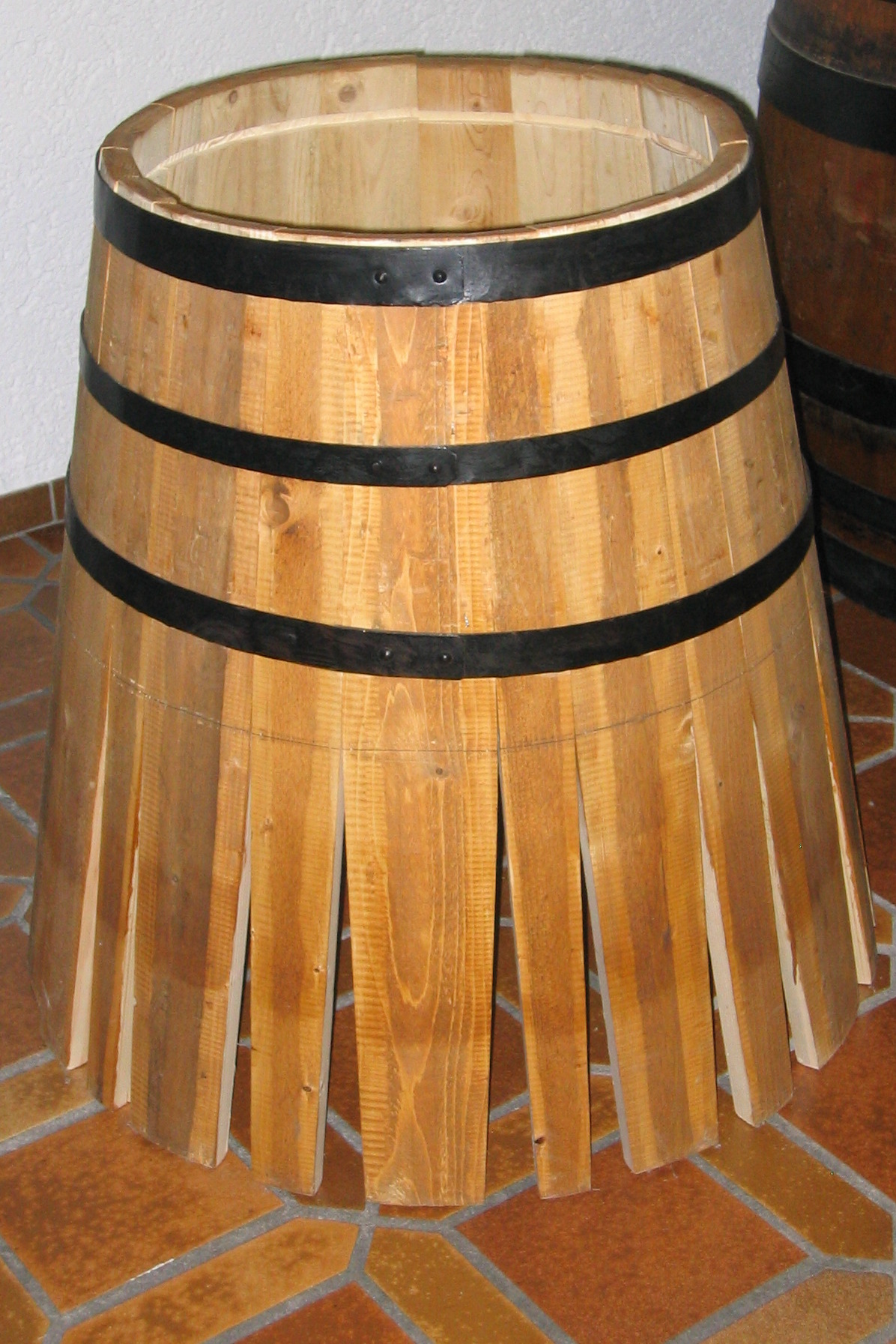
Böttcherei oder Fassbinderei

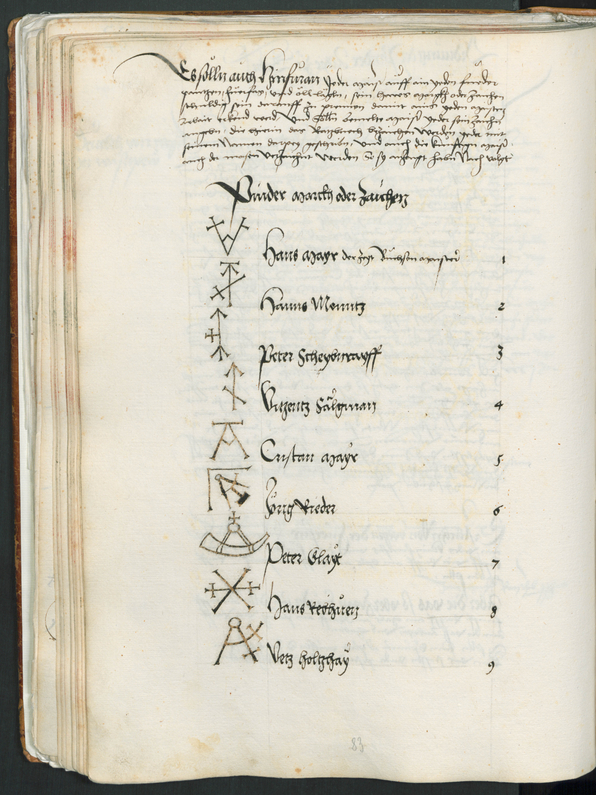
Brandzeichen der Bozener Küfer (Fassbinder) aus dem Jahr 1518 (Bozner Stadtbuch)

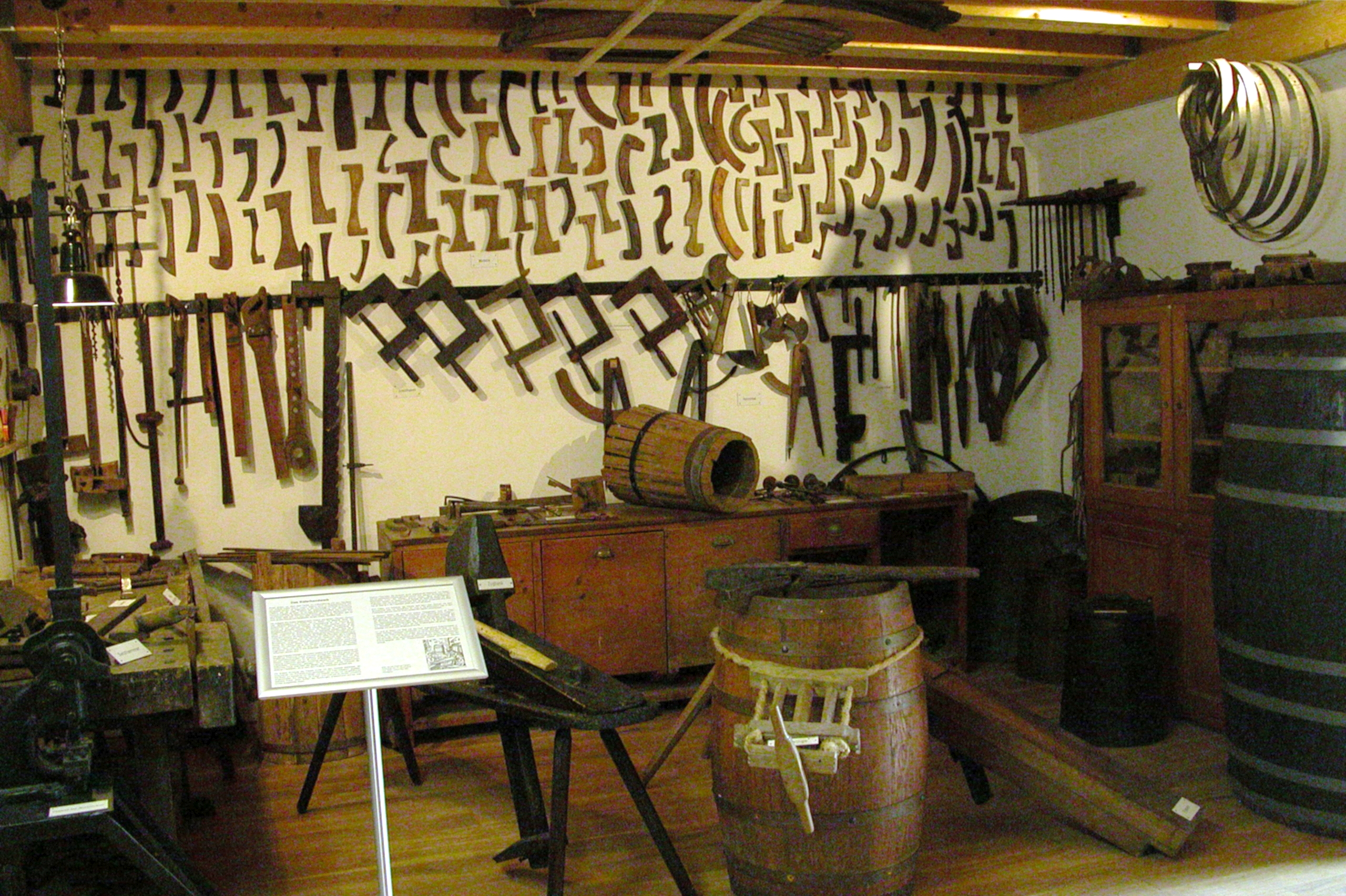
Küferwerkstatt Volkskunde- und Freilichtmuseum Roscheider Hof

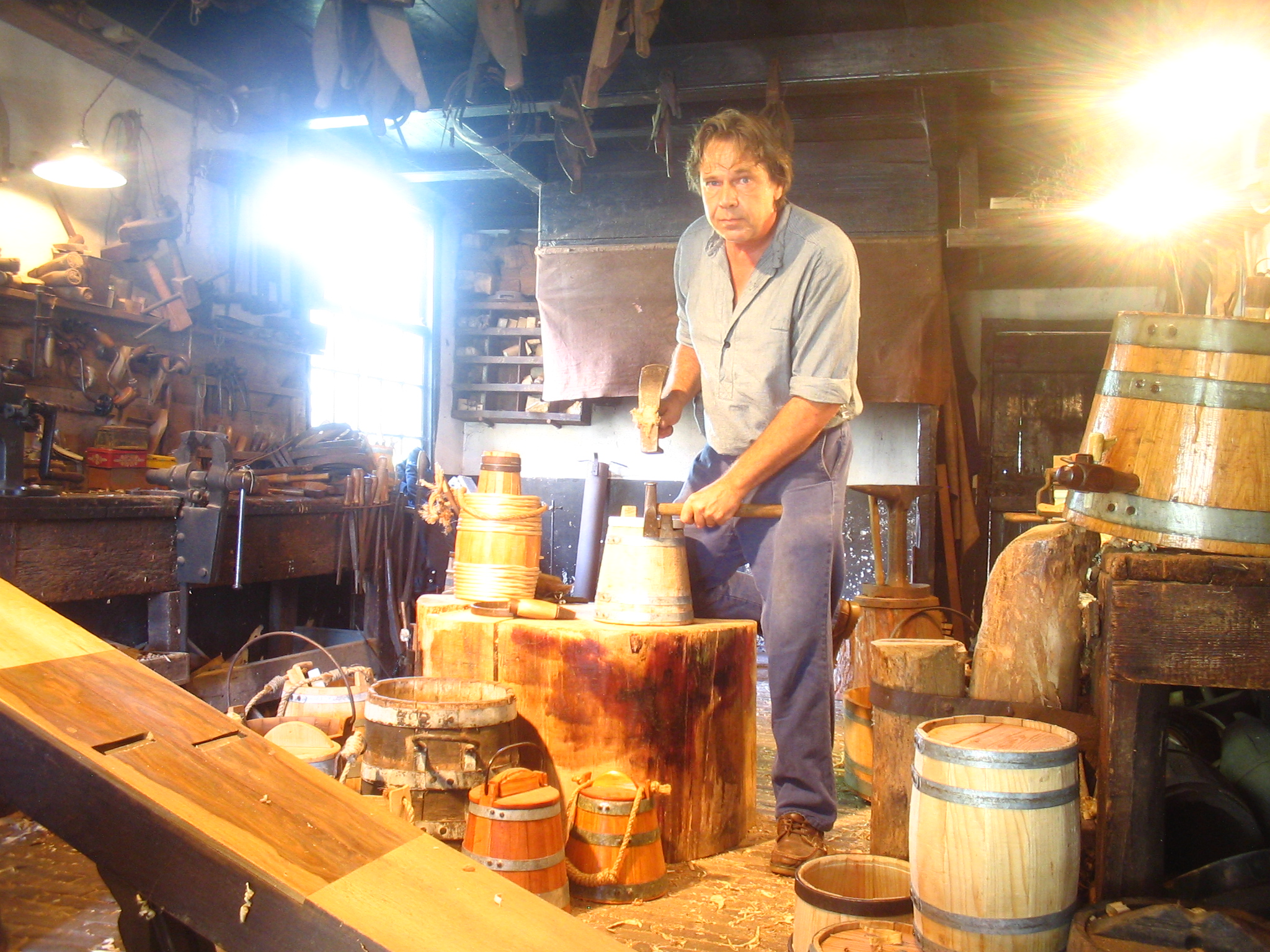
Küferwerkstatt Zuiderzeemuseum (Niederlande)

Aus verschiedenen regionalen Tätigkeits- und Gefäßbezeichnungen wie Fass, Tonne, Bottich, Schaff, Zuber oder Bütte leiten sich die verschiedenen regionalen Berufsbezeichnungen (auch Familiennamen) ab:
- Fassbinder (dazu: Binder, Bindter, Pinter), Fassler, Fässler, Fassmacher
- Böttcher, Böttger, Böttiger, (niederdeutsch/plattdeutsch: Böttjer) (von Bottich)
- Böttner, Büttner (von Bütte, Franken)
- Kübler (von Kübel)
- Küfner, Küffner, Kiefer (von Kufe)
- Kuper, Küper[2]
- Schäffler, Scheffler (von Schaff; Bayern und Pfalz)
- Schedler (alemannisch von Schedel)
- Simmermacher (von Simmer)
- Tonnenmacher (von Tonne)
- Pichler von Pichen: Fässer mit flüssigem Pech abdichten.

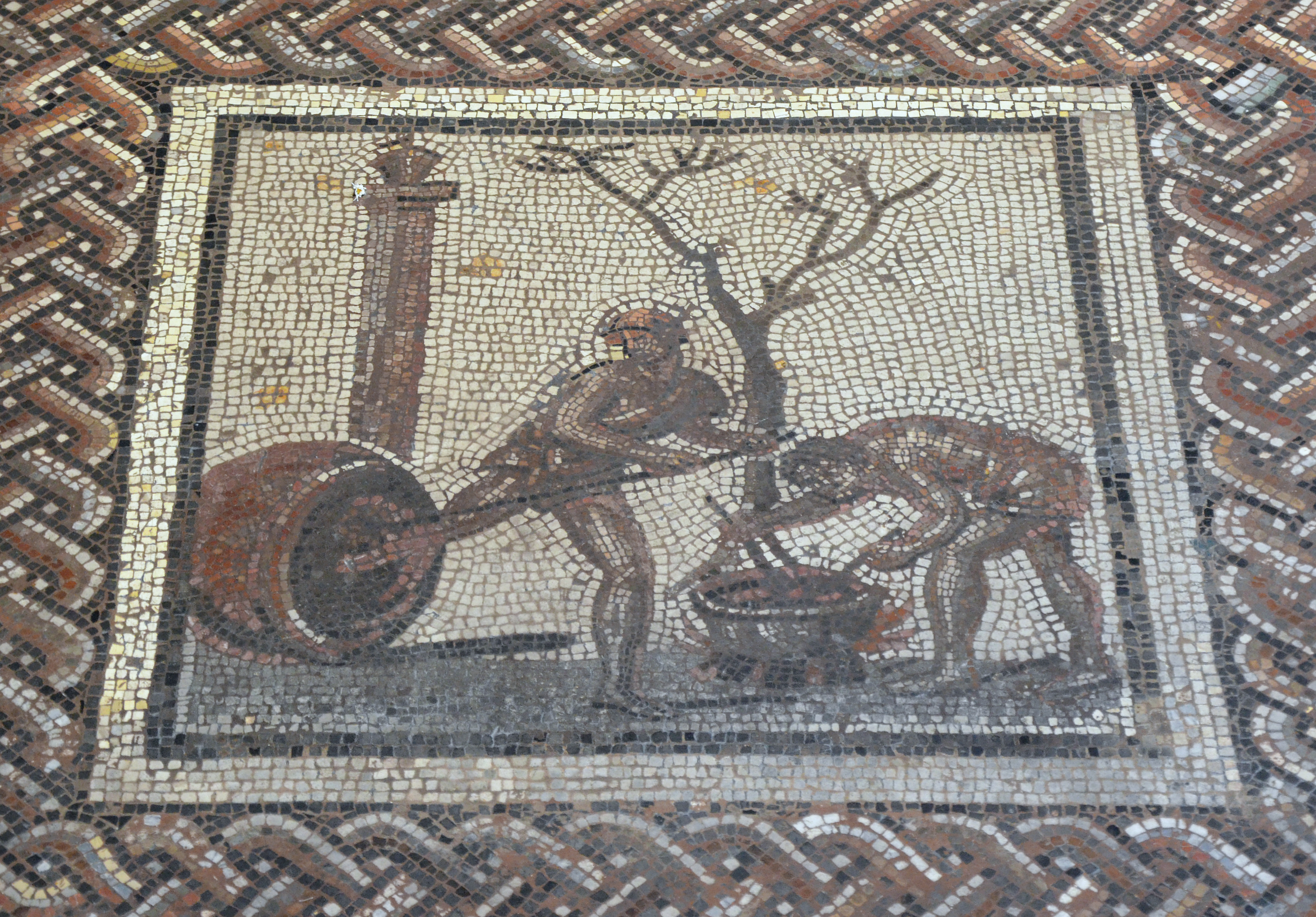
Musée d’Archéologie Nationale, Schloss Saint-Germain-en-Laye: Römisches Mosaik; Zwei Männer beim Pichen eines Fasses (zum Schwefeln wäre das Fass geschlossen)

Alle diese Namen sind auch Hohlmaße und Maßeinheiten, siehe Geschichte von Maßen und Gewichten: Dort finden sich noch zahlreiche weitere Bezeichnungen.
Der Weiß- oder auch Feinküfer ist Hersteller von Haushalts- und Kleinartikeln.
Für Schwaben und das angrenzende Franken ist im 14. bis 16. Jahrhundert die Bezeichnung Gentner belegt.

## Geschichte
Diese Technik war bereits im 1. Jahrhundert v. Chr. in Gallien bekannt. In der römischen Kaiserzeit verschickte man nordgallischen und pannonischen Wein überwiegend in Holzfässern. Daubengefäße waren in den Nordprovinzen für die Vorratshaltung gebräuchlich.
Seit dem Ende des 19. Jahrhunderts erlebte der handwerklich ausgeübte Beruf einen starken Rückgang: Durch die industrielle Herstellung von Eimern und Wannen aus Blech sank die Nachfrage nach diesen Haushaltsgegenständen; gleichzeitig entstanden Fabriken, in denen Fässer arbeitsteilig und mit Maschineneinsatz hergestellt wurden. Nach dem Zweiten Weltkrieg wurden Holzfässer für Bier und Wein durch Kunststoff- bzw. Aluminium- und Edelstahlbehälter verdrängt. Seit den 1990er-Jahren ist allerdings im qualitätsbewussten Weinbau eine Rückbesinnung auf die Verwendung von Holzfässern zu beobachten, der zu einem gewissen Wiederaufschwung im Küferhandwerk führte.
Heute werden zum Teil moderne Maschinen eingesetzt, um die Arbeitszeit zu verkürzen und schnellere Abläufe zu gewährleisten. Auch werden Nischenprodukte wie Holzbadewannen oder Saunatauchbecken hergestellt.

## Die Küferei-Technik
In diesem Beruf werden Holzgefäße hergestellt, vor allem Bütten und Fässer. Die Böden dieser Gefäße werden aus Brettern zusammengeleimt und erhalten an ihrem Rand auf der Außenseite eine umlaufende breite Fase. Die Deckel der Fässer erhalten zudem mit etwas Abstand zu ihrem Rand ein kleines Loch für den Zapfhahn oder den Spund. Die bei Fässern bauchigen Wandungen werden aus Dauben zusammengefügt. Fassdauben sind im Querschnitt konische, gewölbte Bretter, die sich zu den Enden hin verjüngen (verschmälern), die in Längsrichtung gebogen werden sowie oben und unten Nuten eingeschnitten bekommen, damit sie die Deckel und Böden festhalten können. Eine der breiteren Dauben erhält zum schnellen Befüllen und Leeren des Fasses mittig ein großes Loch. Zusammengehalten werden Fässer wie Bütten von eisernen, ehedem hölzernen Fassreifen, die der Reifschneider oder Bandreißer fertigte. Zum Abdichten der Nuten an den Deckeln und Böden und bei Bedarf auch der Dauben untereinander werden Lieschblätter, das sind die getrockneten Blätter von Rohrkolben (Typha) eingelegt.
Ein Spezialwerkzeug des Böttchers war der Bandhaken, mit dem Fassreifen über die Dauben gezogen wurden.

## Bräuche
Bis zur Industrialisierung hingen die Berufe Böttcher und Bierbrauer bzw. Weinküfer eng zusammen, sie waren sogar in einer Zunft organisiert. Regionale Zunfttänze der Binder und Schäffler sind der Schäfflertanz in München sowie der Bindertanz in Ulm und in Bozen.
Die Straßenbezeichnung Bindergasse erinnert in mehreren Städten an die frühere Bedeutung des Gewerbes.
Als katholische Schutzpatrone der Böttcher gelten der hl. Florian sowie der hl. Georg.

## Daubenhauer
Wichtiger Lieferant der Küfer war der Daubenhauer.

## Belege
1. ↑  Hannes Obermair: Das Bozner Stadtbuch. Handschrift 140 – das Amts- und Privilegienbuch der Stadt Bozen. Beiträge der internationalen Studientagung, Bozen, Schloss Maretsch, 16.–18. Oktober 1996. In: Bozen von den Grafen von Tirol bis zu den Habsburgern – Bolzano fra i Tirolo e gli Asburgo (= Forschungen zur Bozner Stadtgeschichte/Studi di storia cittadina). Band 1. Athesia, Bozen 1999, ISBN 88-7014-986-2, S. 399–432, hier: S. 415.
2. ↑  https://www.duden.de/rechtschreibung/Kueper
3. ↑  Foto vom Bozner Bindertanz, ca. 1950–60